# 红色文化
红色文化是中華人民共和國政府主导的政治宣传中使用的术语，与中国共产党党史相关，近似的词语有红色资源、红色血脉、红色基因、红色精神、红色江山等。
“红色”在中华文化中，有“权威、雅正、热烈、温暖、喜庆、吉祥、美好、成功、富贵、忠诚、希望、力量等积极文化寓意”。中国共产党早期有使用革命文化一词，如毛泽东在《新民主主义论》中称，“革命文化，对于人民大众，是革命的有力武器。革命文化，在革命前，是革命的思想准备；在革命中，是革命总战线中的一条必要和重要的战线”。
中华人民共和国政治宣传中多使用红色文化一词，是其重要组成部分。习近平曾指：“在党史学习教育中，要充分运用红色资源”、“用好红色资源，传承好红色基因，把红色江山世世代代传下去”。